# HD 72900
HD 72900，又名CD-46 4300，SAO 220103、HR 3390，是一颗恒星，视星等为6.24，位于銀經264.81，銀緯-4.11，其B1900.0坐标为赤經8h 30m 15.1s，赤緯-46° -4.11′ 41″。